# Strong (Familienname)
Strong ist ein englischer Familienname.

## Namensträger
- Andrew Strong (* 1973), irischer Sänger
- Anna Louise Strong (1885–1970), US-amerikanische Journalistin und Autorin
- Anthony Strong (* 1984), britischer Jazzsänger
- Arthur Strong (1863–1904), englischer Orientalist, Kunsthistoriker und Bibliothekar
- Barrett Strong (1941–2023), US-amerikanischer Songwriter und Sänger
- Brenda Strong (* 1960), US-amerikanische Schauspielerin
- Caleb Strong (1745–1819), US-amerikanischer Politiker
- Calvert Strong (1907–2001), US-amerikanischer Wasserballspieler
- Carson Strong (* 1999), US-amerikanischer American-Football-Spieler
- Cecily Strong (* 1984), US-amerikanische Filmschauspielerin
- Christian Strong (* 1995), kanadisch-britischer American-Football-Spieler
- Corbin Strong (* 2000), neuseeländischer Radrennfahrer
- Cornelia Strong (1877–1955), US-amerikanische Mathematikerin, Astronomin und Hochschullehrerin
- Curtis Strong, US-amerikanischer Schauspieler
- Dale Strong (* 1970), US-amerikanischer Politiker der Republikanischen Partei
- Danny Strong (* 1974), US-amerikanischer Schauspieler
- Danny Strong (Basketballspieler) (* 1975), US-amerikanisch-französischer Basketballspieler
- Dean Strong (* 1985), kanadischer Eishockeyspieler
- Eddie Strong (* 1936), britischer Langstreckenläufer
- Eleanor Painter Strong (1891–1947), US-amerikanische Opernsängerin (Sopran)
- Eugénie Sellers Strong (1860–1943), britische Klassische Archäologin und Kunsthistorikerin
- Geoff Strong (1937–2013), englischer Fußballspieler
- George Crockett Strong (1832–1863), General der Unionsarmee im Amerikanischen Bürgerkrieg
- George Templeton Strong (Jurist) (1820–1875), amerikanischer Rechtsanwalt
- George Templeton Strong (Komponist) (1856–1948), amerikanischer Komponist
- Harriet Williams Russell Strong (1844–1926), US-amerikanische Erfinderin, Naturschützerin und Frauenrechtlerin
- James Strong (Politiker) (1783–1847), US-amerikanischer Politiker
- James Strong (Theologe) (1822–1894), US-amerikanischer Theologe
- James Strong (Regisseur), britischer Regisseur
- James G. Strong (1870–1938), US-amerikanischer Politiker
- Jeremy Strong (Autor) (* 1949), britischer Lehrer und Schriftsteller
- Jeremy Strong (Schauspieler) (* 1978), US-amerikanischer Schauspieler
- Jimmy Strong (1906–1977), US-amerikanischer Jazzmusiker
- John Strong (Kapitän) (1654–1693), britischer Kapitän
- John Strong (Politiker) (1831–1913), US-amerikanischer Politiker (Michigan)
- John Strong (Filmproduzent) (* 1936), US-amerikanischer Filmproduzent
- John Strong (Pornodarsteller) (* 1969), US-amerikanischer Pornodarsteller ukrainischer Herkunft
- John D. Strong (1905–1992), US-amerikanischer Physiker und Astronom
- John Franklin Alexander Strong (1856–1929), US-amerikanischer Politiker (Alaska)
- Johnny Strong (* 1974), US-amerikanischer Schauspieler
- Judy Strong (* 1960), US-amerikanische Hockeyspielerin
- Julius L. Strong (1828–1872), US-amerikanischer Politiker
- Karen Strong (* 1953), kanadische Radrennfahrerin
- Ken Strong (Elmer Kenneth Strong; 1906–1979), US-amerikanischer American-Football- und Baseball-Spieler
- Ken Strong (Eishockeyspieler) (* 1963), kanadisch-österreichischer Eishockeyspieler
- Kenneth W. D. Strong (1900–1982), britischer General
- Luke Robert David Strong (* 1993), britischer Turner
- Luther M. Strong (1838–1903), US-amerikanischer Politiker
- Mack Strong (* 1971), US-amerikanischer Footballspieler
- Mark Strong (* 1963), britischer Schauspieler
- Maurice Strong (1929–2015), kanadischer Diplomat
- Nathan Leroy Strong (1859–1939), US-amerikanischer Politiker
- Nicholas Strong, US-amerikanischer Schauspieler
- Patience Strong (1907–1990), britische Dichterin
- Richard Pearson Strong (1872–1948), US-amerikanischer Mediziner und Bakteriologe
- Rider Strong (* 1979), US-amerikanischer Schauspieler
- Roderick Strong (* 1983), US-amerikanischer Wrestler
- Roy Strong (* 1935), britischer Kunsthistoriker und Museumsdirektor
- Samantha Strong (* 1967), US-amerikanische Pornodarstellerin
- Samuel Erik Strong (* 1996), US-amerikanischer Fußballspieler
- Samuel Henry Strong (1825–1909), kanadischer Richter
- Selah B. Strong (1792–1872), US-amerikanischer Politiker
- Shirley Strong (* 1958), britische Leichtathletin
- Solomon Strong (1780–1850), US-amerikanischer Politiker
- Stephen Strong (1791–1866), US-amerikanischer Politiker
- Sterling P. Strong (1862–1936), US-amerikanischer Politiker
- Steven Strong (* 1993), kanadisch-österreichischer Eishockeyspieler
- Tara Strong (* 1973), kanadische Synchronsprecherin und Schauspielerin
- Terra Strong Lyons (* 1990), US-amerikanische Schauspielerin und Sängerin
- Theodore Strong (1790–1869), US-amerikanischer Mathematiker
- Theron R. Strong (1802–1873), US-amerikanischer Politiker
- Tony Strong (* 1962), englische Autor
- Tracy Strong (1887–1968), US-amerikanischer evangelischer Geistlicher
- William Strong (Politiker) (1763–1840), US-amerikanischer Politiker
- William Strong (Jurist) (1808–1895), US-amerikanischer Jurist und Politiker
- William Barstow Strong (1837–1914), US-amerikanischer Eisenbahnunternehmer
- William Duncan Strong (1899–1962), US-amerikanischer Archäologe und Anthropologe
- William Lafayette Strong (1827–1900), US-amerikanischer Politiker
- Zack Strong, US-amerikanischer Biathlet